# Movimiento Liberal (Lituania)
El Movimiento Liberal de la República de Lituania (en lituano: Lietuvos Respublikos Liberalų sąjūdis), abreviado como LRLS, es un partido político conservador-liberal de Lituania.

## Resultados electorales

### Seimas
| Elección | Votos   | %        | Escaños | +/–   | Estatus   |
| -------- | ------- | -------- | ------- | ----- | --------- |
| 2008     | 70,862  | 5.7 (#6) | 11/141  | Nuevo | Gobierno  |
| 2012     | 117,476 | 8.9 (#4) | 10/141  | 1     | Oposición |
| 2016     | 115,361 | 9.4 (#4) | 14/141  | 4     | Oposición |
| 2020     | 79,755  | 6.8 (#6) | 13/141  | 1     | Gobierno  |